# رضائية (جزين)
رضائیة (بالفارسية: رضائیه) هي قرية تقع في إيران في قسم جزين الريفي. يقدر عدد سكانها بـ 99 نسمة .